# Hipódromo de Uvaranas
O Hipódromo de Uvaranas é um hipódromo localizado na cidade de Ponta Grossa, no Paraná.
Funciona como praça de corridas do Jockey Club Pontagrossense. Apresenta uma pista de areia (dirt), e, a partir de julho de 2012, uma pista de grama (turf). Fundado ainda no século XIX, como Prado de Corridas , no local denominado Fazenda Neves , é o segundo mais antigo do Brasil em atividade.
Em 2009, foi fechado por determinação do Ministério da Agricultura, que exigiu uma reforma em suas instalações e adequação ao Código Nacional de Corridas. Cumpridas as exigências, o hipódromo voltou a funcionar em 21 de abril de 2012.